# Škedenj, Slovenske Konjice
Škedenj je naselje v Občini Slovenske Konjice.